# Cornus × arnoldiana
Cornus arnoldiana là một loài thực vật có hoa trong họ Cornaceae. Loài này được Rehder miêu tả khoa học đầu tiên năm 1905.